# Терранова-да-Сибари
Терранова-да-Сибари (итал. Terranova da Sibari) — коммуна в Италии, располагается в регионе Калабрия, подчиняется административному центру Козенца.
Население составляет 5219 человек, плотность населения составляет 121 чел./км². Занимает площадь 43 км². Почтовый индекс — 87010. Телефонный код — 0981.
Покровителем населённого пункта считается San Francesco.